# Aki Sandberg
Aki Sandberg (ur. 4 października 1984 w Imatrze) – fiński kierowca wyścigowy i rajdowy.

## Biografia
Karierę w wyścigach samochodów jednomiejscowych rozpoczynał od startów Formułą Ford w 2002 roku. Ścigał się m.in. w edycji fińskiej, szwedzkiej, nordyckiej, północnoeuropejskiej i strefy Beneluksu, uczestniczył ponadto w Festiwalu Formuły Ford. W 2007 roku został wicemistrzem edycji fińskiej i północnoeuropejskiej. W tym samym roku zadebiutował w Fińskiej Formule 3. W sezonie 2008 zajął czwarte miejsce w klasyfikacji Fińskiej Formuły 3. Również w 2008 roku zadebiutował w Rosyjskiej Formule 3 (jedenasta pozycja) oraz Pucharze Formuły 3 Strefy Północnoeuropejskiej. W 2009 roku został wicemistrzem Pucharu Formuły 3 Strefy Północnoeuropejskiej, a także zajął trzecie miejsce w mistrzostwach Finlandii. Sezon 2010 Sandberg spędził na rywalizacji w Niemieckiej Formule 3, kończąc sezon na trzecim miejscu w klasyfikacji ATS Formel 3 Trophy. W 2012 roku rywalizował Mygale w mistrzostwach Fińskiej Formuły Ford Junior.
W 2012 roku zadebiutował Mitsubishi Lancerem Evo IX w rajdowych mistrzostwach Finlandii. Został wówczas sklasyfikowany na 21. miejscu.

## Wyniki
| Legenda oznaczeń w tabelach wyników Wyświetl szablon na nowej stronie | Legenda oznaczeń w tabelach wyników Wyświetl szablon na nowej stronie                                                                     |
| Oznaczenie                                                            | Wyjaśnienie |
| --------------------------------------------------------------------- | --- |
| Złoty                                                                 | Zwycięzca lub mistrzostwo |
| Srebrny                                                               | 2. miejsce lub wicemistrzostwo |
| Brązowy                                                               | 3. miejsce lub II wicemistrzostwo |
| Zielony                                                               | Ukończył, punktował (w klasyfikacji generalnej, gdy zdobył co najmniej jeden punkt na przestrzeni sezonu, poza trzema powyższymi opcjami) |
| Niebieski                                                             | Ukończył, nie punktował (w klasyfikacji generalnej, gdy nie zdobył co najmniej jednego punktu na przestrzeni sezonu)                      |
| Czerwony                                                              | Nie zakwalifikował się (NZ) |
| Czerwony                                                              | Nie prekwalifikował się (NPK) |
| Różowy                                                                | Nie ukończył (NU) |
| Różowy                                                                | Niesklasyfikowany (NS) (w klasyfikacji generalnej, gdy nie został sklasyfikowany w żadnym wyścigu sezonu)                                 |
| Czarny                                                                | Zdyskwalifikowany (DK) |
| Czarny                                                                | Wykluczony (WYK/EX) |
| Biały                                                                 | Nie wystartował (NW) |
| Biały                                                                 | Kontuzjowany (K/INJ) |
| Biały                                                                 | Wyścig odwołany (OD/C) |
| Bez koloru                                                            | Został wycofany (WYC/WD) |
| Bez koloru                                                            | Nie przybył (NP/DNA) |
| Bez koloru                                                            | Nie brał udziału w treningach (NT/DNP) |
| Bez koloru                                                            | Nie został zgłoszony (–) |
| Pogrubienie                                                           | Start z pole position |
| Kursywa                                                               | Najszybsze okrążenie wyścigu |
| †                                                                     | Nie ukończył, ale jego rezultat został zaliczony ze względu na przejechanie więcej niż 90% dystansu wyścigu.                              |
| *                                                                     | Sezon w trakcie |
| 1/2/3                                                                 | Punktowana pozycja w sprincie kwalifikacyjnym                                                                                             |
| Lista systemów punktacji Formuły 1                                    | |

### Fińska Formuła 3
| Rok  | Zespół              | Samochód     | Silnik      | Wyniki w poszczególnych eliminacjach | Wyniki w poszczególnych eliminacjach | Wyniki w poszczególnych eliminacjach | Wyniki w poszczególnych eliminacjach | Wyniki w poszczególnych eliminacjach | Wyniki w poszczególnych eliminacjach | Wyniki w poszczególnych eliminacjach | Wyniki w poszczególnych eliminacjach | Wyniki w poszczególnych eliminacjach | Wyniki w poszczególnych eliminacjach | Wyniki w poszczególnych eliminacjach | Wyniki w poszczególnych eliminacjach | Pkt. | Msc. |
| ---- | ------------------- | ------------ | ----------- | ------------------------------------ | ------------------------------------ | ------------------------------------ | ------------------------------------ | ------------------------------------ | ------------------------------------ | ------------------------------------ | ------------------------------------ | ------------------------------------ | ------------------------------------ | ------------------------------------ | ------------------------------------ | ---- | ---- |
| 2007 |                     |              |             | Finlandia                            | Finlandia                            | Estonia                              | Estonia                              | Finlandia                            | Finlandia                            | Estonia                              | Estonia                              | Finlandia                            | Finlandia                            | Finlandia                            | Finlandia                            | 0    | NS   |
| 2007 | Nitro Motorsport    | Dallara F398 | Mugen Honda | -                                    | -                                    | -                                    | -                                    | 11                                   | 7                                    | -                                    | -                                    | 6                                    | 4                                    | -                                    | -                                    | 0    | NS   |
| 2008 |                     |              |             | Finlandia                            | Finlandia                            | Finlandia                            | Finlandia                            | Finlandia                            | Estonia                              | Estonia                              | Finlandia                            | Finlandia                            | Finlandia                            | Finlandia                            | Finlandia                            | 114  | 4    |
| 2008 | Sandberg Motorsport | Dallara F398 | Mugen Honda | 3                                    | 4                                    | 5                                    | 5                                    | 5                                    | 11                                   | 8                                    | NU                                   | 5                                    | 3                                    | NU                                   | 5                                    | 114  | 4    |
| 2009 |                     |              |             | Finlandia                            | Finlandia                            | Finlandia                            | Finlandia                            | Estonia                              | Estonia                              | Finlandia                            | Finlandia                            | Finlandia                            | Finlandia                            |                                      |                                      | 136  | 3    |
| 2009 | Sandberg Motorsport | Dallara F304 | Opel        | 4                                    | 4                                    | 3                                    | 5                                    | 3                                    | 4                                    | 4                                    | 2                                    | 3                                    | 5                                    |                                      |                                      | 136  | 3    |

### Rosyjska Formuła 3
| Rok  | Zespół              | Samochód     | Silnik      | Wyniki w poszczególnych eliminacjach | Wyniki w poszczególnych eliminacjach | Wyniki w poszczególnych eliminacjach | Wyniki w poszczególnych eliminacjach | Wyniki w poszczególnych eliminacjach | Wyniki w poszczególnych eliminacjach | Wyniki w poszczególnych eliminacjach | Wyniki w poszczególnych eliminacjach | Wyniki w poszczególnych eliminacjach | Wyniki w poszczególnych eliminacjach | Wyniki w poszczególnych eliminacjach | Wyniki w poszczególnych eliminacjach | Wyniki w poszczególnych eliminacjach | Wyniki w poszczególnych eliminacjach | Wyniki w poszczególnych eliminacjach | Pkt. | Msc. |
| ---- | ------------------- | ------------ | ----------- | ------------------------------------ | ------------------------------------ | ------------------------------------ | ------------------------------------ | ------------------------------------ | ------------------------------------ | ------------------------------------ | ------------------------------------ | ------------------------------------ | ------------------------------------ | ------------------------------------ | ------------------------------------ | ------------------------------------ | ------------------------------------ | ------------------------------------ | ---- | ---- |
| 2008 |                     |              |             | Finlandia                            | Finlandia                            | Finlandia                            | Rosja                                | Rosja                                | Estonia                              | Estonia                              | Rosja                                | Rosja                                | Finlandia                            | Finlandia                            | Rosja                                | Rosja                                | Rosja                                | Rosja                                | 16   | 11   |
| 2008 | Sandberg Motorsport | Dallara F398 | Mugen Honda | 4                                    | 5                                    | 6                                    | -                                    | -                                    | 14                                   | 9                                    | -                                    | -                                    | NU                                   | 7                                    | 5                                    | 5                                    | 5                                    | 5                                    | 16   | 11   |

### Niemiecka Formuła 3
| Rok  | Zespół              | Samochód     | Silnik | Wyniki w poszczególnych eliminacjach | Wyniki w poszczególnych eliminacjach | Wyniki w poszczególnych eliminacjach | Wyniki w poszczególnych eliminacjach | Wyniki w poszczególnych eliminacjach | Wyniki w poszczególnych eliminacjach | Wyniki w poszczególnych eliminacjach | Wyniki w poszczególnych eliminacjach | Wyniki w poszczególnych eliminacjach | Wyniki w poszczególnych eliminacjach | Wyniki w poszczególnych eliminacjach | Wyniki w poszczególnych eliminacjach | Wyniki w poszczególnych eliminacjach | Wyniki w poszczególnych eliminacjach | Wyniki w poszczególnych eliminacjach | Wyniki w poszczególnych eliminacjach | Wyniki w poszczególnych eliminacjach | Wyniki w poszczególnych eliminacjach | Pkt. | Msc. |
| ---- | ------------------- | ------------ | ------ | ------------------------------------ | ------------------------------------ | ------------------------------------ | ------------------------------------ | ------------------------------------ | ------------------------------------ | ------------------------------------ | ------------------------------------ | ------------------------------------ | ------------------------------------ | ------------------------------------ | ------------------------------------ | ------------------------------------ | ------------------------------------ | ------------------------------------ | ------------------------------------ | ------------------------------------ | ------------------------------------ | ---- | ---- |
| 2010 |                     |              |        | Niemcy                               | Niemcy                               | Niemcy                               | Niemcy                               | Niemcy                               | Niemcy                               | Holandia                             | Holandia                             | Niemcy                               | Niemcy                               | Holandia                             | Holandia                             | Niemcy                               | Niemcy                               | Niemcy                               | Niemcy                               | Niemcy                               | Niemcy                               | 0    | 25   |
| 2010 | Sandberg Motorsport | Dallara F304 | Opel   | 18                                   | 15                                   | 17                                   | 18                                   | 17                                   | 20                                   | NU                                   | 17                                   | 16                                   | 18                                   | 16                                   | 18                                   | 17                                   | 14                                   | 17                                   | 19                                   | 17                                   | 15                                   | 0    | 25   |